# 前園真聖 四国ともたび
『前園真聖 四国ともたび』（まえぞのまさきよ しこくともたび）はNHK松山放送局（拠点局）を中心とした四国4県のNHK総合テレビジョンで随時放送されている紀行番組。
2020年2月に前身の『前園真聖 しこく絶景たび』（まえぞのまさきよ しこくぜっけいたび）として開始され、以後季節の変わり目を中心に適宜放送されている。2022年度からはゲスト（前園の「ともだち」）とともに四国を巡る『-四国ともたび』にリニューアルして放送される。
番組はサッカー日本代表やJリーガーを経験したサッカー・スポーツ解説者の前園が、視聴者から寄せられた情報などを基に自転車で四国各地を旅する模様を取材して紹介する。通常は目的地までは前園とゲストは自転車で行く事になっているが、道が自転車で行くには危険な場合自転車以外の手段で移動する事もある。
2022年1月には日本代表時代の盟友だった中田英寿（現・TAKE ACTION FOUNDATION代表）をゲストに迎えた特別編が放送された。

## ゲスト
- じゅんいちダビッドソン（香川編、2022年6月24日、7月1日）
- 城彰二（高知編、9月16日）
- 尾形貴弘（パンサー）（徳島編、2023年1月27日、2月3日）
- 福田正博（愛媛編、6月23日、6月30日）
- 庄司智春（品川庄司）（香川編、9月22日）
- 高岸宏行（ティモンディ）（高知編、2024年1月26日、2月2日）